# Miracema do Tocantins
Miracema do Tocantins es un municipio brasileño del estado de Tocantins. Se localiza en los 09º34'02" S y los 48º23'30" W, a una altitud de 197 m s. n. m.
Su población estimada por el Instituto Brasileiro de Geografia e Estatística para 2004, fue de 26,729 habitantes.
Fue capital del estado de Tocantins del 5 de octubre de 1988 al 1 de enero de 1990, cuando fue sustituida por Palmas.
- Datos: Q993530
- Multimedia: Miracema do Tocantins / Q993530